# Däuren Abajew

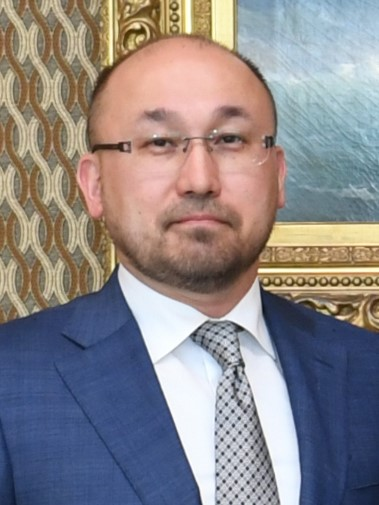
Däuren Abajew (2022)

Däuren Äskerbekuly Abajew (kasachisch Дәурен Әскербекұлы Абаев Däuren Äskerbekūly Abaev, russisch Даурен Аскербекович Абаев Dauren Askerbekowitsch Abajew; * 18. April 1979) ist ein kasachischer Diplomat und Politiker.

## Leben
Däuren Abajew wurde 1979 in der Oblast Alma-Ata geboren. Er schloss 2001 ein Studium an der Al-Farabi-Universität in Almaty mit einem Abschluss in Völkerrecht ab. 2006 erlangte er einen Abschluss an der Universität Leiden in den Niederlanden. Ein weiterer Abschluss kam 2014 am Eurasischen Institut für Geisteswissenschaften hinzu.
Seine berufliche Laufbahn begann er im August 2001 im kasachischen Außenministerium. Dort durchlief er zunächst verschiedene Positionen. 2003 wechselte er in den diplomatischen Dienst und wurde dritter Sekretär an der kasachischen Botschaft im aserbaidschanischen Baku. Anschließend war er zweiter Sekretär und Geschäftsträger an der Botschaft in den Niederlanden. Im Mai 2007 kehrte er ins Außenministerium zurück, wo er Leiter der Pressestelle wurde. Diesen Posten hatte er bis Dezember desselben Jahres inne.
Ab Dezember 2007 war Abajew in der kasachischen Präsidialverwaltung tätig und von Dezember 2008 bis Oktober 2009 war er stellvertretender Pressesprecher des kasachischen Präsidenten, bevor er erneut einen anderen Posten in der Verwaltung des Präsidenten bekam. Im Oktober 2011 wurde er Pressesprecher und ab Juli 2013 war er zusätzlich auch Berater des Präsidenten. Beide Posten bekleidete er bis Mai 2016.
Am 6. Mai 2016 wurde Abajew im Kabinett von Kärim Mässimow zum Minister für Information Und Kommunikation. Das Ministerium wurde als Reaktion auf Proteste in der Bevölkerung gegen eine Landreform in Kasachstan gegründet. Auch im Kabinett Saghyntajew behielt er diesen Ministerposten. Nach einem Regierungswechsel im Februar 2019 und der Abschaffung des Ministeriums wurde er am 25. Februar im Kabinett Mamin I Minister für Information und soziale Entwicklung. Nach etwas mehr als einem Jahr wurde er am 4. Mai 2020 zum ersten stellvertretenden Leiter der kasachischen Präsidialverwaltung ernannt. Nach den schweren Unruhen im Januar 2022 und dem Rücktritt der bisherigen Regierung wurde Abajew am 11. Januar 2022 im Kabinett von Älichan Smajylow neuer Minister für Kultur und Sport; dies blieb er bis zum 4. Januar 2023.
Vom 7. März 2023 an war er wenige Monate lang stellvertretender Generalsekretär der Gemeinschaft Unabhängiger Staaten (GUS). Seit dem 3. Juli 2023 ist er Botschafter Kasachstans in Russland.